# Architektura mieszkalna na Ibizie
Architektura mieszkalna na Ibizie obejmuje charakterystyczne białe domy modułowe w stylu śródziemnomorskim. Wygląd tradycyjnych domów mieszkalnych ukształtował się w wyniku wpływów różnorodnych kultur, które przez wieki pojawiały się na wyspie. Szczególnie widoczne są wpływy asyryjskie (plan domu) oraz egipskie (rodzaj zastosowanej elewacji).

## Architektura
Tradycyjne domy znajdujące się na większości obszarów Ibizy składają się z niezależnych modułów rozmieszczonych na planie prostokąta. Ściany budynków wykonane są z grubych czworokątnych płyt kamiennych pokrytych białą warstwą wapienną. Charakterystycznym elementem domów są płaskie dachy bez spadów, opierające się na drewnianych belkach stropowych. Woda deszczowa, która zbiera się na powierzchni dachu, bardzo często odprowadzana jest do specjalnych zbiorników na wodę i ulega ponownemu wykorzystaniu. Materiałami używanymi przy budowie tradycyjnych domów na Ibizie są kamienie oraz drewno z pnia jałowca. Dzięki odpowiedniemu przycięciu oraz drążeniu materiałów, znajdują one zastosowanie w podłogach, belkach oraz słupach.

## Wygląd zewnętrzny
To, co wyróżnia tradycyjne domy na Ibizie, to ich biały kolor. Wygląd budynków od lat stanowi inspirację dla artystów pochodzących z regionu, np. dla malarza Vicenta Ferrera Guascha. Białe ściany domów na stałe wkomponowały się w krajobraz wyspy, przez co w wielu rejonach Ibiza nazywana jest „białą wyspą”. Tradycja bielenia ścian wapnem wywodzi się z przeświadczenia mieszkańców o tym, że biały kolor skutecznie chroni przed upałem, odbijając promienie słońca. Wybór wapna do pokrycia ścian domów w przeszłości był również podyktowany względami ekonomicznymi. Ten stosunkowo tani i łatwo dostępny surowiec prezentuje się estetycznie, a jego położenie nie wymaga specjalistycznych umiejętności. Niestety, wapienna warstwa nie jest zbyt trwała i wymaga corocznych poprawek, które mieszkańcy Ibizy często wykonują samodzielnie. Innym rodzajem budynków na Ibizie, które wymagają systematycznego wapnowania, są kościoły.
Tradycyjne wapnowane domy można zazwyczaj znaleźć z dala od popularnych kurortów. Domy wiejskie są położone nierównomiernie, a ich ulokowanie zależy od warunków środowiska naturalnego. Rzadko kiedy są zgrupowane. Zaletą obszarów ulokowanych z dala od skalistego wybrzeża jest żyzna gleba oraz zróżnicowana roślinność charakterystyczna dla obszarów śródziemnomorskich. Obok domów mieszkańcy bardzo często uprawiają gaje oliwne, sady cytrusowe oraz migdałowe.